# Mindbreeze
Mindbreeze ist eine Software-Produktlinie für Enterprise Search, Information Access und Digital Cognition. Das Flagship-Produkt ist Fabasoft Mindbreeze Enterprise (vormals Mindbreeze Enterprise Search). Entwickelt werden die Produkte von der Mindbreeze GmbH, einem Tochterunternehmen der Fabasoft-Gruppe mit Sitz in Linz, Oberösterreich.

## Entwicklung

Ehemaliges Logo

Die Bezeichnung „Mindbreeze“ leitet sich aus dem englischen „mind“ und „breeze“ ab.
Die ersten beiden Mindbreeze-Produkte kamen 2005 zeitgleich auf den Markt. Dies waren Mindbreeze Desktop Search und Mindbreeze Enterprise Search (heute Fabasoft Mindbreeze Enterprise). Die Software wurde für das rasche Auffinden von relevanten Informationen aus allen Unternehmens-Anwendungen sowie externer Datenquellen entwickelt (Enterprise Search).
2005 konnte das Produkt übergreifend suchen in:
- Microsoft Exchange Server und Microsoft Outlook
- Dateien und Dokumenten im lokalen Dateisystem und zentralen Dateifreigaben
- Fabasoft eGov-Suite
- Websites

Seit Beginn stehen die Produkte unter Linux und Windows zur Verfügung. 2006 startete Mindbreeze ein Partnerprogramm für Entwickler. Mit dem Software Development Kit wurden die Verwendung der Mindbreeze-Technologie in Drittprodukten und die Anbindung eines Drittproduktes an Fabasoft Mindbreeze Enterprise möglich.
Mit der Version 2.1 kam Anfang 2006 zusätzlich zum Windows Client ein Web Client hinzu. Dieser löste 2008 den Windows Client vollständig ab. In den darauffolgenden Jahren wurden die Schwerpunkte auf Usability, maximale Skalierbarkeit und dem Verstehen und Analysieren von Inhalten gelegt. Die von Mindbreeze selbst entwickelten Connectoren (zur Anbindung von Datenquellen) wurden seit 2005 laufend weiterentwickelt und ausgebaut. Zusätzliche Produkte wie die Mindbreeze InSpire (früher: Fabasoft Mindbreeze Appliance) und Fabasoft Mindbreeze Mobile entstanden.
Ab der Version „2010 Winter Release“ (5.0) wurde im Rahmen der Fabasoft-Dachmarkenstrategie Mindbreeze Enterprise Search in Fabasoft Mindbreeze Enterprise umbenannt.

## Besonderheiten

### Eigenentwicklung
Mindbreeze ist eine Eigenentwicklung der Mindbreeze GmbH.

### Search-based Application (SBA)
Mindbreeze InApp bietet unabhängigen Softwareherstellern und Systemintegratoren die Möglichkeit, Search-based Applications auf Basis der Mindbreeze-Produktlinie und der Mindbreeze-Technologie zu erstellen.

### Fabasoft Mindbreeze Mobile
Fabasoft Mindbreeze Mobile setzt auf dem Produkt Fabasoft Mindbreeze Enterprise auf, um den mobilen Zugriff auf unternehmensweit verteilte Daten via Smartphone zu ermöglichen. Mit dem Smartphone kann über ein Eingabefeld in den angebundenen Unternehmens-Datenquellen gesucht werden. Unter anderem wird auch die Suche in Wikipedia und Google unterstützt. Die vom Dateiformat unabhängige Vorschaufunktion bietet auf Smartphones die Möglichkeit, Informationen aller angebundenen Datenquellen jederzeit zur Verfügung zu haben und lesen zu können.

### Mindbreeze InSite
Mindbreeze InSite ist eine sichere und semantische Suche für Websites (Secure Site Search). Das Produkt ist webbasiert (Cloud) und muss daher nicht vorher installiert werden. Es wird nur ein Code in die Website integriert. Das Suchservice läuft auf einem Server in den Fabasoft Rechenzentren. Die Suchergebnisse werden inklusive Thumbnails von den Seiten, auf denen sich die Suchbegriffe befinden, angezeigt. Semantische Zusammenhänge und Metainformationen werden automatisch extrahiert, sodass dynamische Facetten bei der Navigation zur gesuchten Information unterstützen.

### Mindbreeze InSpire
Mindbreeze InSpire ist eine Enterprise Search-Appliance für die unternehmensweite Suche. Mindbreeze InSpire durchsucht alle angebundenen Datenquellen, verknüpft die gefundenen Informationen untereinander und stellt die Daten sortiert und strukturiert zur Verfügung.

## Mindbreeze-Lösungen
- Mindbreeze InSite (semantische Suche für Websites)[10]
- Fabasoft Mindbreeze Enterprise (ehemals Mindbreeze Enterprise Search)
- Fabasoft Mindbreeze Cognition (ehemals Mindbreeze Enterprise Search)
- Mindbreeze InApp
- Mindbreeze InSpire (ehemals Fabasoft Mindbreeze Appliance)
- Mindbreeze Connectoren (z. B. IBM Lotus Connector, Novell GroupWise Connector, Data Integration Connector, Symantec Enterprise Vault Federator)

### Einsatzgebiete
- Zentrale Suche für alle Datenquellen im Unternehmen
- Anwendungsspezifische Suche
- Suche in Portalen und Online-Shops (eCommerce)
- Website-Search
- Search-based Applications (z. B. Business Intelligence 2.0)
- Automatisierte Posteingangsklassifizierung

## Produktauszeichnungen
- Das US-Magazin KMWorld zeichnete 2008 Mindbreeze Enterprise Search und 2009 Mindbreeze Search Appliance als „Trend-Setting Products of The Year“ aus.[11][12][13][14]
- 2011 wurde die Fabasoft Mindbreeze Appliance erneut zum Trend-Setting Product 2011 von der KMWorld gewählt.[15]
- Mindbreeze InSite wurde im September 2012 von der KMWorld als Trend-Setting Product 2012 ausgezeichnet.[16]

## Unternehmensbewertungen
- Fabasoft Mindbreeze wurde im Gartner Inc. „MarketScope for Enterprise Search“ 2010 mit der Note „Positiv“ bewertet.[17]
- Die Mindbreeze GmbH zählte 2008, 2009, 2010, 2011, 2012, 2013, 2014 und 2015 zu den „100 Companies That Matter in Knowledge Management“, ausgewählt vom US-Magazin KMWorld.[18][19][20][21][22][23][24][25]
- Gartner Inc. positionierte die Mindbreeze GmbH mit den Fabasoft Mindbreeze-Lösungen 2008 und 2009 im Magic Quadrant for Information Access als „niche player“.[26]
- Ende 2011 wurde das Unternehmen in den Gartner MarketScope for Enterprise Search aufgenommen. Hierbei handelt es sich weder um eine Empfehlung des Unternehmens oder von dessen Produkten noch um die Darstellung eines Sachverhalts.[27]